# Paul Orose
Œuvres principales
- Histoires contre les païens

Paul Orose (en latin : Paulus Orosius ; en espagnol : Paulo Orosio) est un prêtre et apologiste du Ve siècle originaire de la Gallécie.

## La vie d'Orose
Il est né à Bracara Augusta (actuellement Braga). En 414, il fuit l'Hispanie, occupée par les Suèves depuis 409 pour rejoindre saint Augustin à Hippone en Afrique. Il souhaitait le consulter au sujet de l'hérésie du priscillianisme.
Ce dernier l'envoya en Palestine vers 415, pour seconder Jérôme dans son combat contre le pélagianisme. Orose participa au synode de Jérusalem (juillet 415) et publia contre cette hérésie l’Apologeticus de arbitrii libertate. La mission fut toutefois un échec, puisque les évêques orientaux ne condamnèrent pas Pélage.
De retour à Hippone, il rapportait avec lui un volumineux courrier pour les évêques d'Afrique et de Numidie, ainsi qu'un fragment des reliques du protomartyr Étienne, que Lucien de Kaphar Gamala avait découvertes à Jérusalem pendant la tenue du concile de Diospolis. Il rédige alors une Histoire contre les païens (Historiae contra paganos), car, en 414, Augustin d'Hippone lui avait demandé un dossier historique pour compléter les livres I-V de la Cité de Dieu.
Il est probablement mort vers 418, alors qu'il retournait dans la péninsule ibérique. On sait qu'il aborda aux Baléares et, la saison étant déjà bien tardive pour naviguer, il avait sans doute le projet de gagner Tarragone par mer, puis de finir son voyage jusqu'à Bracara Augusta  par voie de terre. Il séjourna quelque temps à Minorque à la fin de 417, ne put passer en Hispania comme il l'espérait, et décida de revenir en Afrique ; avant d'embarquer, il confia à l'évêque Sévère les reliques d'Étienne qui se révélèrent miraculeuses. À partir de là, les traces d'Orose se perdent ; on n'a plus aucun témoignage de son existence, et il est probable qu'il disparut dans un naufrage au cours de la traversée.

## Œuvre d'Orose: lesHistoires contre les païens

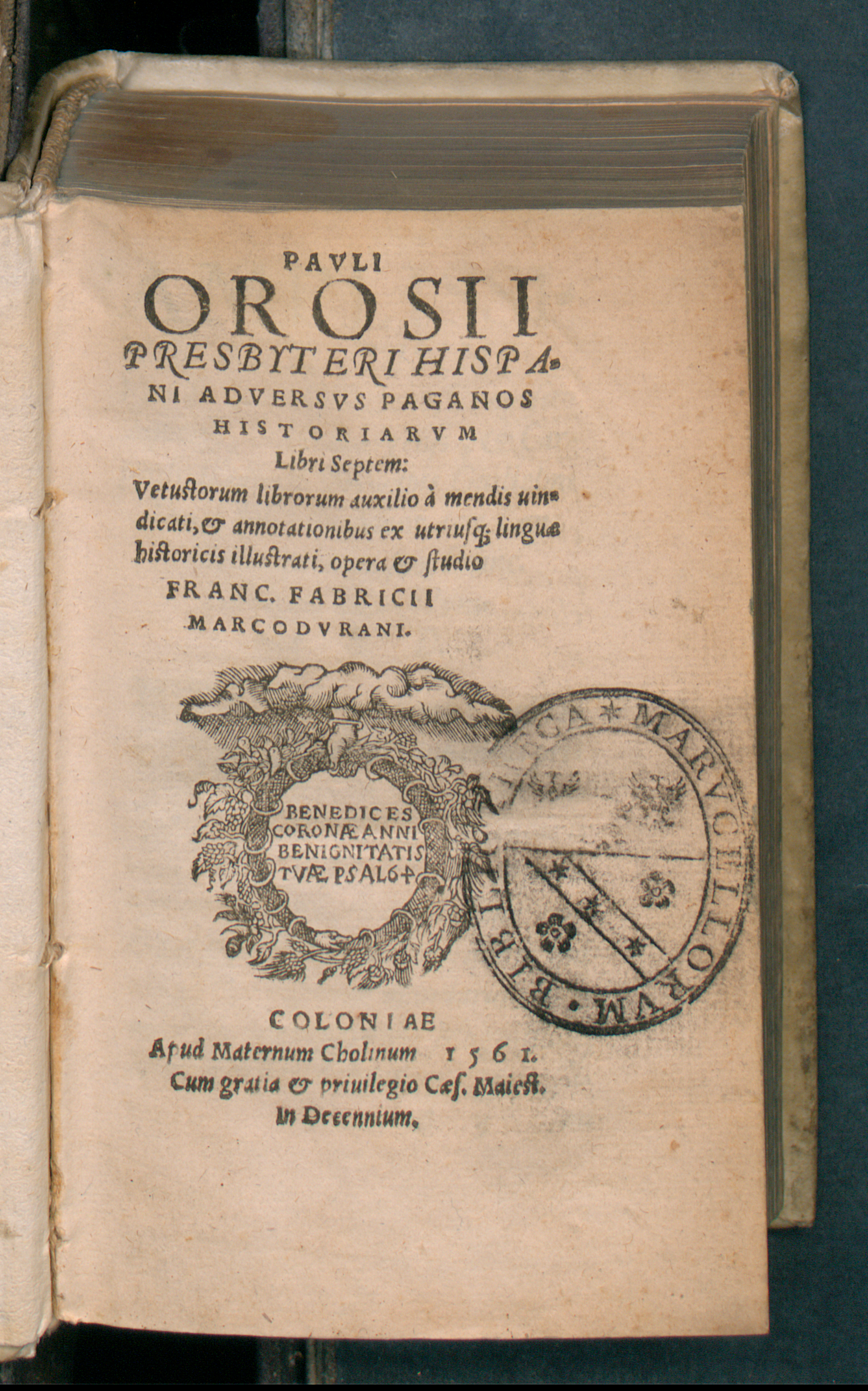
Historiae adversus paganos, 1561.

### Une commande d'Augustin d'Hippone
En 414, Augustin d'Hippone demande à Orose de composer un recueil des malheurs du temps. En effet, dans la Cité de Dieu, l'évêque d'Hippone cherchait à prouver que le sac de Rome par Alaric Ier en 410 n'était pas la conséquence de l'abandon de la religion antique par les autorités impériales. Il fallait donc prouver que les hommes n'étaient pas plus heureux avant l'époque chrétienne.
Orose utilise Tite-Live comme principale source pour la période de la République romaine, et quelques éléments venant de Florus et d'Eutrope.

### Une œuvre originale
Mais Orose, s'il conserve le praeceptum augustinianum, c'est-à-dire l'idée de raconter les malheurs du monde depuis son origine (il commence à Adam) jusqu'à son époque (le livre s'achève en 416), va détourner le projet augustinien en lui donnant trois axes méthodologiques originaux :
- Il intègre l'histoire des peuples orientaux ;
- Il associe, conformément au postulat d'Eusèbe de Césarée, l'histoire de l'Empire romain et celle du christianisme. En effet, comme le mal serait la conséquence du péché des hommes, plus le christianisme progresse moins l'homme subit les malheurs de l'histoire ;
- Il situe les invasions barbares dans le cadre d'une eschatologie millénariste fondée sur des parallèles chronologiques entre Babylone, Rome, Carthage et la Macédoine. D'après son exégèse du livre de Daniel, il reste deux siècles avant la fin du monde.

Pour lui ces deux siècles seront des temps chrétiens (les tempora christiana sont une expression d'Augustin d'Hippone) basés sur la concorde dans le cadre d'une christianisation universelle, notamment des Germains.

### Désaveu par Augustin
Bien que destinataire de la dédicace, Augustin d'Hippone ne pouvait approuver l'œuvre d'Orose pour plusieurs raisons :
- Orose confond la cité terrestre et la cité céleste ;
- Il affirme l'existence d'une action providentielle dans l'histoire politique ;
- Il associe l'histoire de l'Empire Romain à celle du Christianisme ;
- Il spécule sur la fin du monde.

C'est pourquoi, en 425 dans le livre XVIII de la Cité de Dieu, il réfute les idées historiques d'Orose. Néanmoins, il ne le nomme jamais, ce qui suggère un accord entre les deux hommes.

### Postérité d'Orose

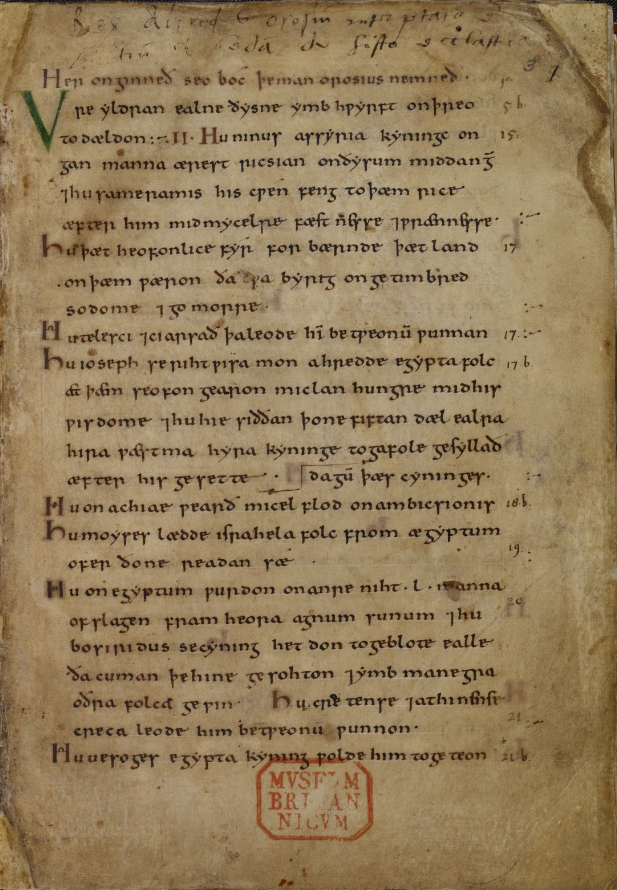
Le début de l'adaptation en vieil anglais des Histoires contre les païens produite à la fin du IXe siècle, sous le règne d'Alfred le Grand, dans un manuscrit du début du XIe siècle.

Orose a composé la première histoire universelle chrétienne, depuis la création du monde jusqu'à son temps, ab orbe condito usque ad dies nostros. La présence de cette histoire dans toutes les bibliothèques médiévales un peu importantes atteste l'immense succès, en même temps que la durée de l'influence d'un auteur qui a été aussi la source de savants compilateurs, de Cassiodore à Paul Diacre en passant par Alfred le Grand, Isidore de Séville et Bède le Vénérable. Ibn Khaldoun se servira de l'histoire d'Orose à son tour pour la rédaction de la partie consacrée à l'histoire antique de son fameux Livre des Exemples, l'appelant Heroshioush.
L'association de l'idée d'une providence liée à la monarchie impériale connut un grand succès au Moyen Âge. Cette influence se retrouve notamment dans la Chronique d'Otton de Freising ou le De monarchia de Dante Alighieri.
Par ailleurs, comme on a souvent considéré Orose comme un disciple d'Augustin, les Histoires d'Orose ont souvent été un filtre qui a déformé les idées d'Augustin. C'est pourquoi Hervé Inglebert (voir bibliographie) a écrit que « l’“augustinisme politique” n'est pas augustinien mais orosien. »

### Œuvres
- Pauli Orosii Historiarum adversum paganos libri VII accedit eiusdem liber apologeticus recensuit et commentario critico instruxit Carolus Zangemeister, Vienne, Gerold (Corpus scriptorum ecclesiasticorum latinorum, 5), 1882.
- Orose, Histoires contre les païens (418), éd. et trad. M.-P. Arnaud-Lindet, Les Belles Lettres, Paris, 1991-1992, 3 t.

### Études
- (de) Adriaan Breukelaar, « Orosius, Paulus », dans Biographisch-Bibliographisches Kirchenlexikon (BBKL), vol. 6, Herzberg, 1993 (ISBN 3-88309-044-1, lire en ligne), colonnes 1277-1282
- dom Ceillier, Histoire générale des auteurs sacrés et ecclésiastiques, vol. 2, Paris, Vve de D. A. Pierres : et N. Crapart, 1729-1782 (réimpr. 1858, 2e)
- (en) Catholic Encyclopedia, 1913, « Paulus Orosius »
- (it) E. Corsini, Introduzione alle Storie di Orosio, Turin, 1966.
- (de) H. W. Goetz, Die Geschichtstheologie des Orosius, Darmstadt, 1980.
- Hervé Inglebert, Les Romains chrétiens face à l'histoire de Rome, Institut des Études augustiniennes, Paris, 1996.
- Hervé Inglebert, « Orose », Dictionnaire de l'Antiquité, dir. Jean Leclant, Presses Universitaires de France, Paris, 2005, pp. 1583-1584. (Source importante de cet article).
- (it) Adolf Lippold, Commento ad Orosio. Le Storie contro i pagani, Milan, 1976.
- (de) Adolf Lippold, Rom und die Barbaren in der Beurteilund des Orosius, 1952.
- (it) Antonio Marchetta, Orosio e Ataulfo nell-ideologia dei rapporti romano-barbarici, Rome, 1987.
- Josep Vilella, « Biografía crítica de Orosio », Jahrbuch für Antike und Christentum, 43 (2000), pp. 94-121.